# Veronica Campbellová-Brownová
Veronica Campbellová-Brownová, nepřechýleně Campbell-Brown (* 15. května 1982, Trelawny Parish), je jamajská atletka, sprinterka, dvojnásobná olympijská vítězka v běhu na 200 metrů z roku 2004 a 2008, mistryně světa v běhu na 100 metrů z roku 2007 a dvojnásobná halová mistryně světa v běhu na 60 metrů (2010, 2012).
Celkem je Campbellová-Brownová držitelkou osmi olympijských medailí a devíti medailí z mistrovství světa. V současnosti[kdy?] je studentkou Univerzity v Arkansasu.
Dne 31. května 2011 zaběhla na Zlaté tretře v Ostravě v rámci vítězného běhu na 100 metrů nejrychleji změřených 100 yardů (91,44 m) v historii v čase 9,91 s. V roce 2014 se stala celkovou vítězkou Diamantové ligy v běhu na 100 m.
V květnu 2013 měla na mítinku v Kingstonu pozitivní test na diuretika a do vyřešení případu ji byla pozastavena činnost.

## Osobní rekordy
Hala
- 60 m – 7,00 s – 14. březen 2010, Dauhá
- 200 m – 22,38 s – 18. února 2005, Birmingham

Dráha
- 100 m – 10,76 s – 31. května 2011, Ostrava
- 200 m – 21,74 s – 21. srpna 2008, Peking